# Хонатан Паредес (стрибун у воду)
Хонатан Паредес (14 серпня 1989) — мексиканський стрибун у воду.
Призер Чемпіонату світу з водних видів спорту 2013, 2015, 2019 років.